# Giovanni Battista da Sangallo
Giovanni Battista da Sangallo (1496–1548) était un architecte italien actif durant la Renaissance,.

## Biographie
Il est le frère du plus connu Antonio da Sangallo le Jeune, lui aussi architecte et le cousin de Bastiano da Sangallo, peintre italien, qui fut l'élève de Michel-Ange.
Vers les années 1510-1513 il déménage de Rome à Florence.
Il y exerce alors les fonctions officielles d'expert de la Chambre apostolique
À sa mort, il lègue à travers son testament à la Confrérie de la Miséricorde le droit de le faire traduire son manuscrit du latin en langue vulgaire, de le faire imprimer ensuite, et de tirer de cette traduction tous les avantages possibles. Cependant la Confrérie ne voulut accepter ni cette charge, ni le bénéfice aléatoire qui pouvait en résulter; elle décida donc de simplement de le vendre.

## Travaux et œuvres
Il est principalement reconnu pour son étude des écrits laissés par Vitruve. Il va les commenter, les traduire, mais aussi y apposer de nombreuses illustrations dans son incunable de Vitruve, le Corsini Incunabulum, aujourd’hui conservé à l'Académie des Lyncéens. On y retrouve des plans et des coupes de Thermes romains, des reconstitutions de rues de Rome, mais aussi des bateaux. Sans ces annotations et dessins on aurait une idée beaucoup moins précise de la vision des architectes de la Renaissance sur l'architecture antique.
Certaines des œuvres de Battista da Sangallo sont conservées dans la Galerie des Offices à Florence, d'autres dans le Codex Stosch. Il est nommé ainsi car il a été trouvé en 1760 dans les collections de Philipp von Stosch (1691-1757), un antiquaire prussien. Il sera ensuite redécouvert en 2005 dans le comté anglais de Northumberland, puis finalement acheté en 2006 par la bibliothèque du Royal Institute of British Architects. Il présente des éléments architecturaux dessinés avec une grande précision à la même échelle, ce qui permet une meilleure comparaison entre-eux. On retrouve aussi le principe de la représentation en plan, élévation, coupe.
Il travaille aussi avec son frère Antonio da Sangallo sur de nombreux projets, notamment la cour intérieure de l'abbaye du Mont Cassin, la nouvelle Basilique Saint-Pierre de Rome et les fortifications de cette même ville.